# Джеррі Малліган
Джеррі Малліган (англ. Gerry Mulligan 6 квітня 1927 — 20 січня 1996) — американський джазовий саксофоніст, композитор, аранжувальник, один із засновників стилю «кул-джаз» та популяризаторів баритонового саксофона.

## Життя і творчість
Малліган починав з фортепіано, а потім опанував кларнет і різні види саксофонів. Спочатку він заслужив репутацію відмінного аранжувальника. 1944 року Малліган писав аранжування для радіо-оркестру Джонні Ворінгтон. 1946 року переїхав до Нью-Йорку і приєднався штатним аранжувальником до оркестру Джина Крупи; його найвідомішою роботою на той період є аранжування композиції «Disc Jockey Jump». Паралельно виступав як саксофоніст, грав на альт-саксофоні.
У 1948 році вперше Джеррі Малліган виступив на баритон-саксофоні у складі нонету Майлза Девіса. Частина записів, зокрема згодом вийшла в компіляційному альбомі «Birth of the Cool», зокрема три композиції авторства Маллігана, і три — аранжовані ним. Творчість цього нонету згодом була оцінена як початок нової течії джазу — джазу західного узбережжя.
У 1951 Малліган випустив свій перший власний альбом Mulligan Plays Mulligan, в якому починає викристалізовуватись власний, мелодійний стиль Маллігана. У 1952—1953 році Малліган разом з трубачем Четом Бейкером, басистом Бобом Вітлоком і барабанщиком Чіко Гамільтоном створив квартет, який не звикло для тих часів обходився без піаніста. Записи цього квартету були видані на LP Gerry Mulligan Quartet лейблом Pacific Jazz. Цей колектив розпався у 1953 році, коли Джеррі Маліган був ув'язнений на 6 місяців за торгівлю наркотиками.
Після виходу з в'язниці, Малліган продовжував виступи з тромбоністом Бобом Брукмейєром. 1958 року на Ньюпортському джазовому фестивалі виступив у складі оркестру Дюка Еллінгтона і протягом 1957-60 років записав окремі альбоми з Телоніусом Монком, Полом Дезмондом, Стеном Гетцем, Беном Вебстером і Джонні Ходжесом та іншими. Протягом 1960-64 рр. Малліган очолював свій оркестр «Concert Jazz Band», який давав йому можливість писати музику, грати на саксофоні і іноді — на фортепіано. Оркестр на той час включав Боба Брукмейера, Сімса, Кларка Террі і Мела Льюїса (Brookmeyer, Sims, Clark Terry, Mel Lewis). 1964 року біг-бенд розпався, але Малліган продовжував гастролювати з квартетом Дейва Брубека (1968-72 рр.), деякий час грав на сопрано-саксофоні, очолював в середині 70-х секстет, який включав вібрафоніста Дейва Семюелс, і в 1968 році імпровізував спільно на записи зі Скоттом Хемілтоном.
У 1958 Малліган починає працювати в кіно. Він починав з ролей у фільмах I Want to Live! (1958 — у складі комбо джаз), Rat Race (1960 — в якому він виступає як тенор-саксофоніст), Subterraneans (1960) і Bells Are Ringing (1960). Згодом Малліган почав писати музику до кінофільмів, зокрема «I Want to Live» і «The Subterraneans», A Thousand Clowns (1965 — головна тема), екранізації бродвейській комедії Luv (1967), французьких фільмів La Menace (1977) і Les Petites galères (1977 — з Астором П'яццоллою) і I'm Not Rappaport (1996 — головна тема).
У 1974 році Малліган співпрацював зі знаменитим аргентинським музикантом Астором П'яццоллою. Під час запису сесій в Мілані, Джеррі зустрів свою майбутню дружину, графиню Франка Рота Борджин Балдовінетті, фотожурналістку і позаштатного кореспондента.
У 1970-х і 1980-х роках Малліган працює над створенням репертуару для баритон-саксофона. На замовлення Джеррі Маллігана у 1973 році Малліган доручив композитору Франку Прото написати концерт баритон-саксофона, який виконав з симфонічним оркестром Цинцинаті. 1977 року Канадська радіомовна корпорація замовила Гаррі Фрідману написати концерт для саксофона з оркестром, який Малліган виконав з Симфонічним оркестром CBC. 1982 року Зубін Мета запросив Джеррі Маллігана в нью-йоркську філармонію виконати партію сопрано-саксофона в «Болеро» М. Равеля. 1984 року Джері доручив Гаррі Фрідману написати The Sax Chronicles, яку в 1984 році виконав із Лондонським симфонічним оркестром. У квітні того ж року, Малліган був солістом New American Orchestra в Лос-Анджелесі на прем'єрі Spring Wings Патрика Вільямса.
Останнім записом Маллігана став квартетний альбом «Dragonfly», записаний влітку 1995 року, що вийшов на лейблі Telarc. Востаннє Малліган виступив у 1995 році — на 13-му щорічному плавучому джазовому фестивалі у Норвегії. Малліган помер у місті Дарієн, штат Коннектикут, 20 січня 1996 року, у віці 68 років, після ускладнень внаслідок операції на коліні. Після смерті Маллігана його бібліотека та численні особисті речі (включаючи позолочений баритон-саксофон Conn) були передані до Бібліотеки Конгресу .

## Дискографія
- 1951 — Mulligan-Baker
- 1951 — Historically Speaking
- 1951 — Mulligan Plays Mulligan
- 1951 — Gerry Mulligan Blows
- 1952 — Gerry Mulligan Quartet [Pacific Jazz]
- 1952 — Gerry Mulligan with Paul Chambers
- 1953 — Gerry Mulligan Quartet, Vol. 1
- 1953 — Lee Konitz and the Gerry Mulligan Quartet
- 1953 — Gerry Mulligan and His Ten-tette
- 1953 — Lee Konitz Plays with the Gerry Mulligan Quartet
- 1953 — Revelation
- 1954 — Gerry Mulligan in Paris, Vol. 1
- 1954 — California Concerts, Vols. 1 & 2
- 1954 — Paris Concert
- 1954 — California Concerts, Vol. 2
- 1954 — California Concerts
- 1954 — Pleyel Concert (June 1954)
- 1955 — A Profile of Gerry Mulligan
- 1955 — Mainstream, Vol. 2
- 1955 — Mainstream of Jazz
- 1955 — Original Mulligan Quartet
- 1955 — Presenting the Gerry Mulligan Sextet
- 1955 — Presenting the Sextet
- 1956 — At Storyville
- 1957 — Gerry Mulligan Quartet/Paul Desmond Quintet
- 1957 — Live in Stockholm (1957)
- 1957 — Mulligan and Getz and Desmond
- 1957 — Gerry's Time
- 1957 — Gerry Mulligan Meets Stan Getz
- 1957 — Blues in Time
- 1957 — Mulligan Meets Monk
- 1957 — Reunion with Chet Baker
- 1957 — The Mulligan Songbook
- 1957 — Lee Konitz with the Gerry Mulligan Quartet
- 1957 — Desmond Meets Mulligan
- 1958 — What Is There to Say?
- 1958 — Play Phil Sunkel's Jazz Concerto Grosso
- 1958 — I Want to Live
- 1959 — Gerry Mulligan Meets Ben Webster
- 1959 — New Gerry Mulligan Quartet (May 19, 1959)
- 1960 — Concert Jazz Band
- 1960 — The Gerry Mulligan Concert Jazz Band on Tour
- 1960 — Genius of Gerry Mulligan
- 1960 — Gerry Mulligan Meets Johnny Hodges
- 1960 — Nightwatch
- 1961 — Presents a Concert in Jazz
- 1961 — Gerry Mulligan and the Concert Jazz Band
- 1961 — Concert in Jazz
- 1961 — Gerry Mulligan and the Concert Jazz Band at the Village Vanguard
- 1961 — Holiday with Mulligan
- 1962 — Jeru
- 1962 — Spring Is Sprung
- 1962 — Gerry Mulligan and His Quartet
- 1962 — The Gerry Mulligan Quartet [Verve]
- 1962 — Gerry Mulligan [1963]
- 1962 — Zurich 1962
- 1963 — Butterfly with Hiccups
- 1963 — Night Lights
- 1963 — Timeless
- 1965 — Feelin' Good
- 1965 — If You Can't Beat 'Em, Join 'Em
- 1966 — Something Borrowed, Something Blue
- 1966 — With Guest Soloist Zoot Sims
- 1966 — Concert Days
- 1969 — Jazz Fest Masters
- 1971 — Age of Steam
- 1974 — Carnegie Hall Concert
- 1974 — Summit — Reunion Cumbre
- 1974 — Carnegie Hall Concert, Vol. 2
- 1974 — Gerry Mulligan [1974]
- 1974 — Gerry Mulligan/Astor Piazzolla (1974)
- 1975 — Gerry Mulligan Meets Enrico Intra
- 1976 — Idol Gossip
- 1977 — Lionel Hampton Presents Gerry Mulligan
- 1980 — Walk on the Water
- 1982 — La Menace
- 1983 — Little Big Horn
- 1986 — Gerry Mulligan Meets Scott Hamilton: Soft Lights & Sweet Music
- 1987 — Symphonic Dreams
- 1989 — Lonesome Boulevard
- 1989 — Konitz Meets Mulligan
- 1991 — Plays
- 1992 — Re-Birth of the Cool
- 1993 — In Concert
- 1993 — Lionel Hampton Presents Mulligan
- 1993 — Paraiso-Jazz Brazil
- 1994 — Dream a Little Dream
- 1994 — Gerry Mulligan & Paul Desmond Quartet
- 1995 — Dragon Fly
- 1996 — News from Blueport
- 1996 — The Original Gerry Mulligan Tentet & Quartet
- 1997 — Concert in the Rain
- 1997 — Two Times Four Plus Six
- 1999 — In Sweden
- 1999 — Olympia 19 Novembre 1960, Pt. 2
- 1999 — Olympia, 6 Octobre, 1962
- 2000 — Pleyel Jazz Concert, Vol. 1
- 2001 — Jazz Casual: Gerry Mulligan & Art Pepper
- 2001 — The Gerry Mulligan Quartets in Concert
- 2002 — Swing House
- 2003 — Midas Touch: Live in Berlin
- 2006 — Gerry Mulligan Sextet
- 2006 — Live at the Olympia Paris 1960
- 2006 — On the Road: Live in California